# Didymocarpus albicalyx
Didymocarpus albicalyx är en tvåhjärtbladig växtart som beskrevs av Charles Baron Clarke. Didymocarpus albicalyx ingår i släktet Didymocarpus och familjen Gesneriaceae. Inga underarter finns listade i Catalogue of Life.